# Tømmerby Fjord
Tømmerby Fjord er en tidligere fjordarm, men nu en sø på 790 ha og op til 3 meter dyb, helt omgivet af diger og kanaler, og er den ferskeste af brakvandssøerne i Vejlerne. Den ligger i naturreservatet Vejlerne mellem Thisted og Fjerritslev i den nordligste del af Thy. Ved den sydøstlige ende af Tømmerby Fjord ligger landsbyen Vesløs, der er kendt som en af de sidste lokaliteter med ynglede storke, og vest for søen ligger Østerild Klitplantage.
Tømmerby Fjord, der er et resultat at et mislykket landvindingsprojekt i 1870'erne, er fredet og er en del af Natura 2000planen 16 Løgstør Bredning, Vejlerne og Bulbjerg, og er både RAMSAR-område og fuglebeskyttelsesområde.
Der er bygget fugletårne både ved sydenden af søen, hvor hovedvej 11 passerer forbi, og ved vestsiden af søen. Tæt ved den nordvestlige ende af søen ligger Frøstruplejren

## Eksterne kilder og henvisninger
- Folder om Vejlerne - Naturstyrelsen
- Søren Olsen: Danmarks Søer og Åer, 2002 ISBN 87-567-6364-6

|  | Denne artikel om lokaliteten Tømmerby Fjord kan blive bedre, hvis der indsættes et (bedre) billede. Du kan hjælpe ved at afsøge Wikimedia Commons for et passende billede eller lægge et op på Wikimedia Commons med en af de tilladte licenser og indsætte det i artiklen. |

57°3′7″N 8°57′53″Ø / 57.05194°N 8.96472°Ø